# Carl Nebel

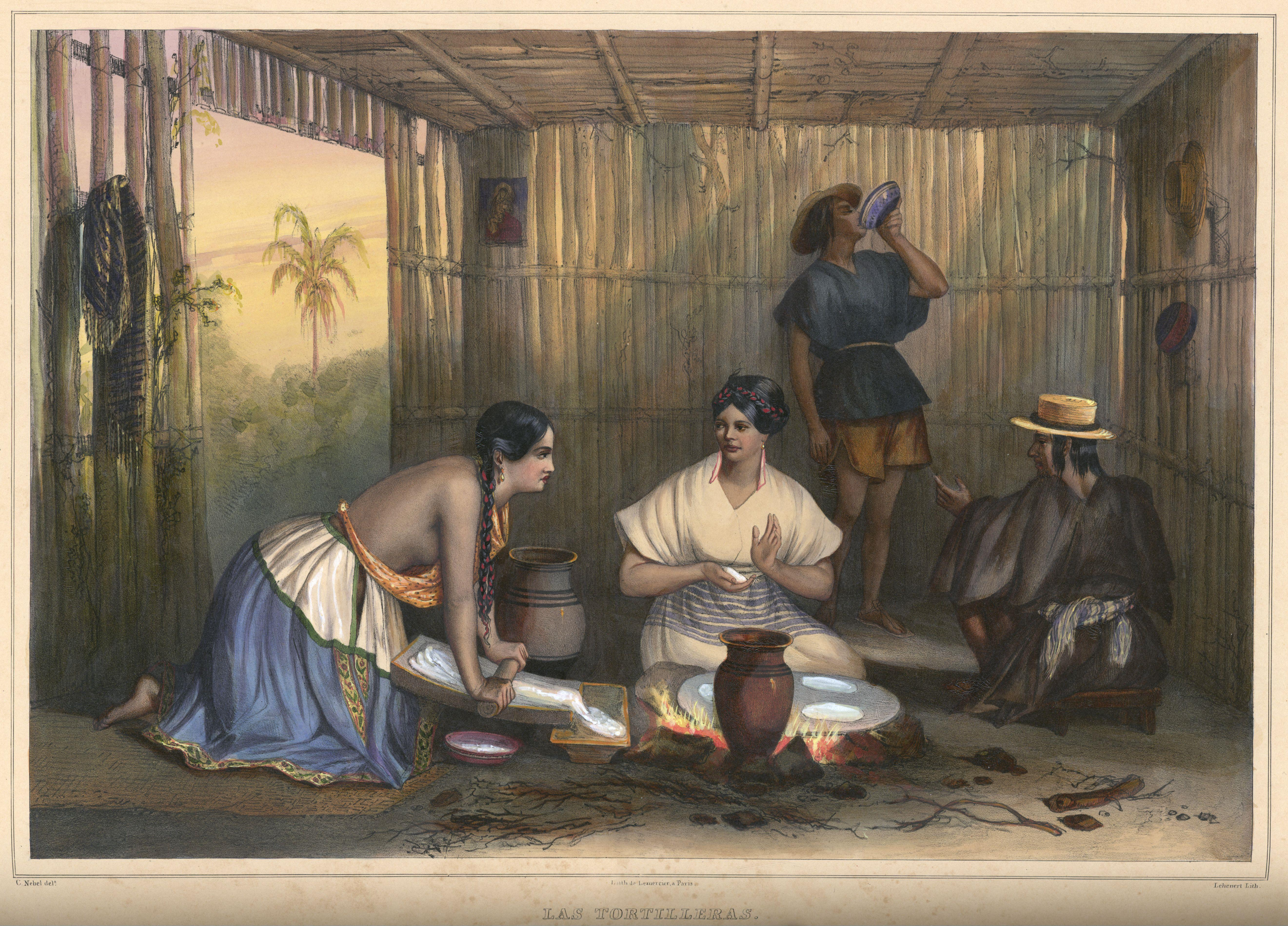
Las Tortilleras És un dels 50 plats en Nebel Voyage pittoresque et archéologique dans la partie la plus intéressante du Mexique

Carl Nebel (Altona, 18 de març de 1805 - París, 4 de juny de 1855) fou un enginyer arquitecte i dibuixant alemany, conegut per les seves pintures detallades del paisatge i persones mexicanes i de les batalles de la intervenció nord-americana a Mèxic.

## Biografia

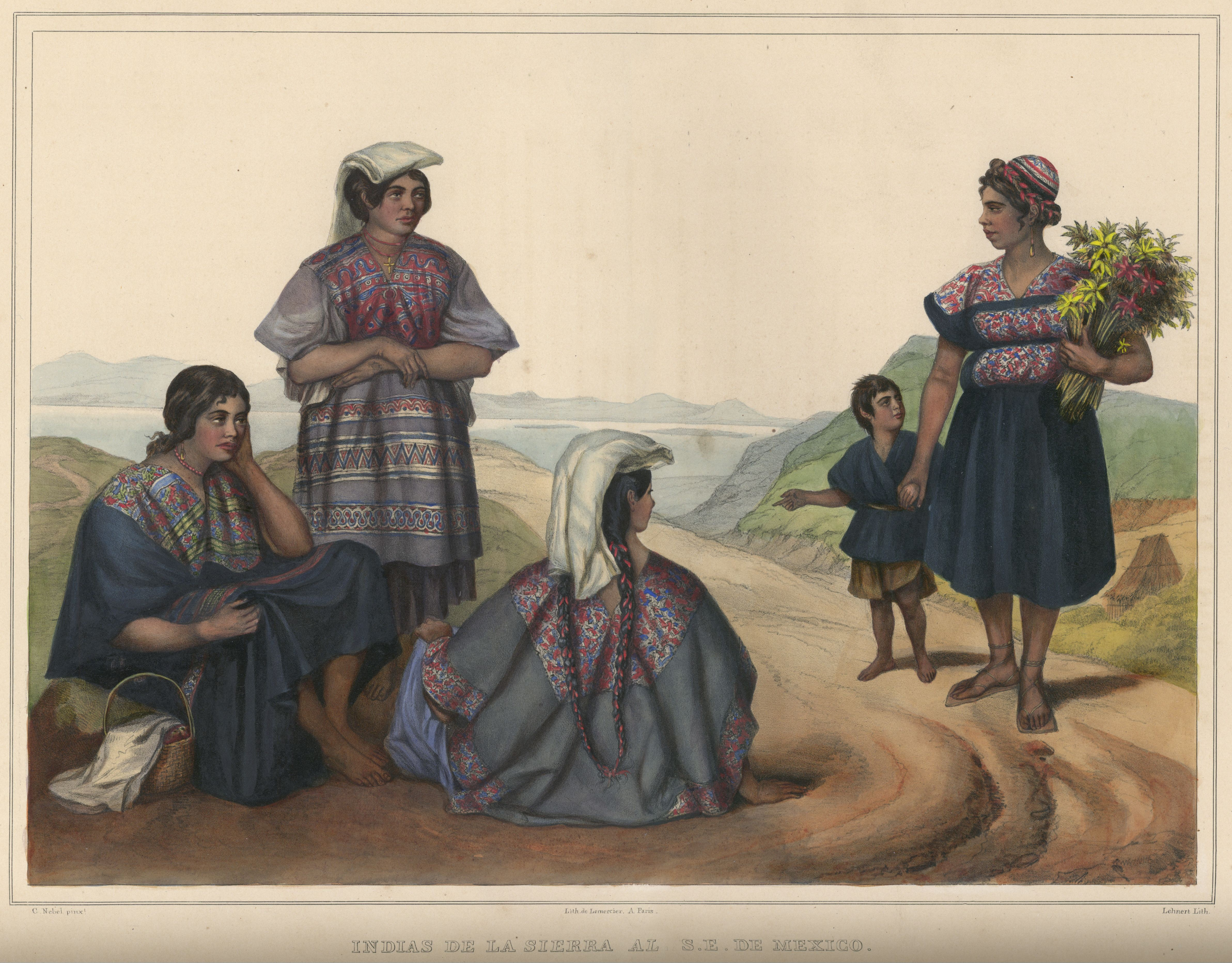
Carl Nebel depiction de Sierra Indis dins Voyage pittoresque et archéologique dans la partie la plus intéressante du Mexique

Nebel va néixer a Altona, avui una part d'Hamburg. Després dels seus estudis a Hamburg i Paris, va viatjar a Amèrica, on va residir a Mèxic des de 1829 fins al 1834. El 1836, va publicar a París la seva famosa obra il·lustrada sobre el seu vaitge: Voyage pittoresque et archéologique dans la partie la plus intéressante du Méxique, amb 50 litografies fetes de les seves pintures, vint de les quals eren colorejades a mà, i amb una introducció feta per Alexander von Humboldt.
El 1851, va publicar, juntament amb George Wilkins Kendall, algunes de les seves pintures sobre els esdeveniments de la intervenció nord-americana a Mèxic en el llibre The war between the United States and Mexico Illustrated. El llibre contenia dotze litografíes en color fetes per Adolphe Jean-Baptiste Bayot i va ser imprès per Joseph Lemercier - un equip litogràfic davanter del temps. En ambdós casos, les il·lustracions de Nebel van ser realçades per la utilització dels desenvolupaments d'impressió més nous dins França.

## Galeria

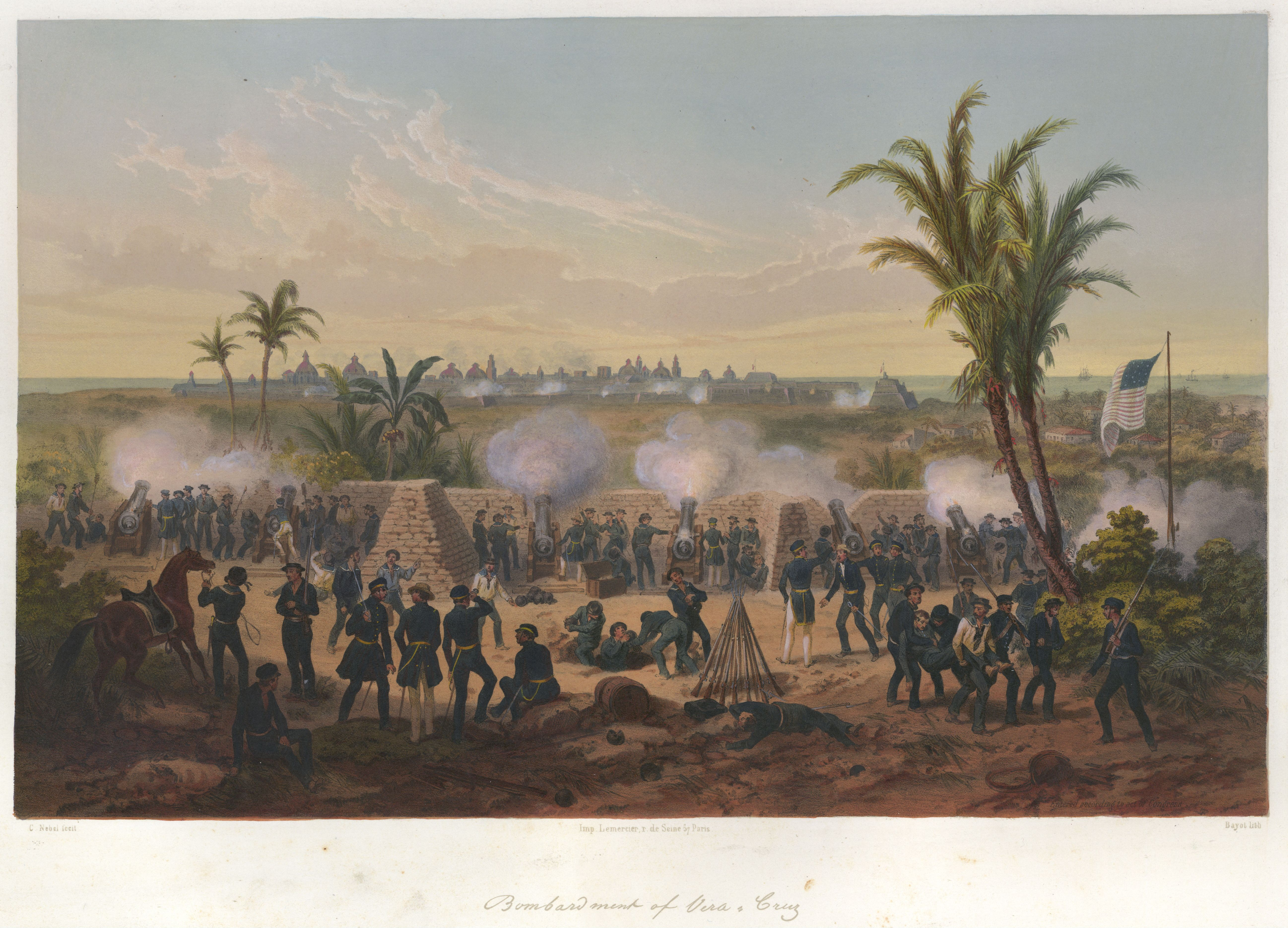
La Batalla de Vera Cruz.
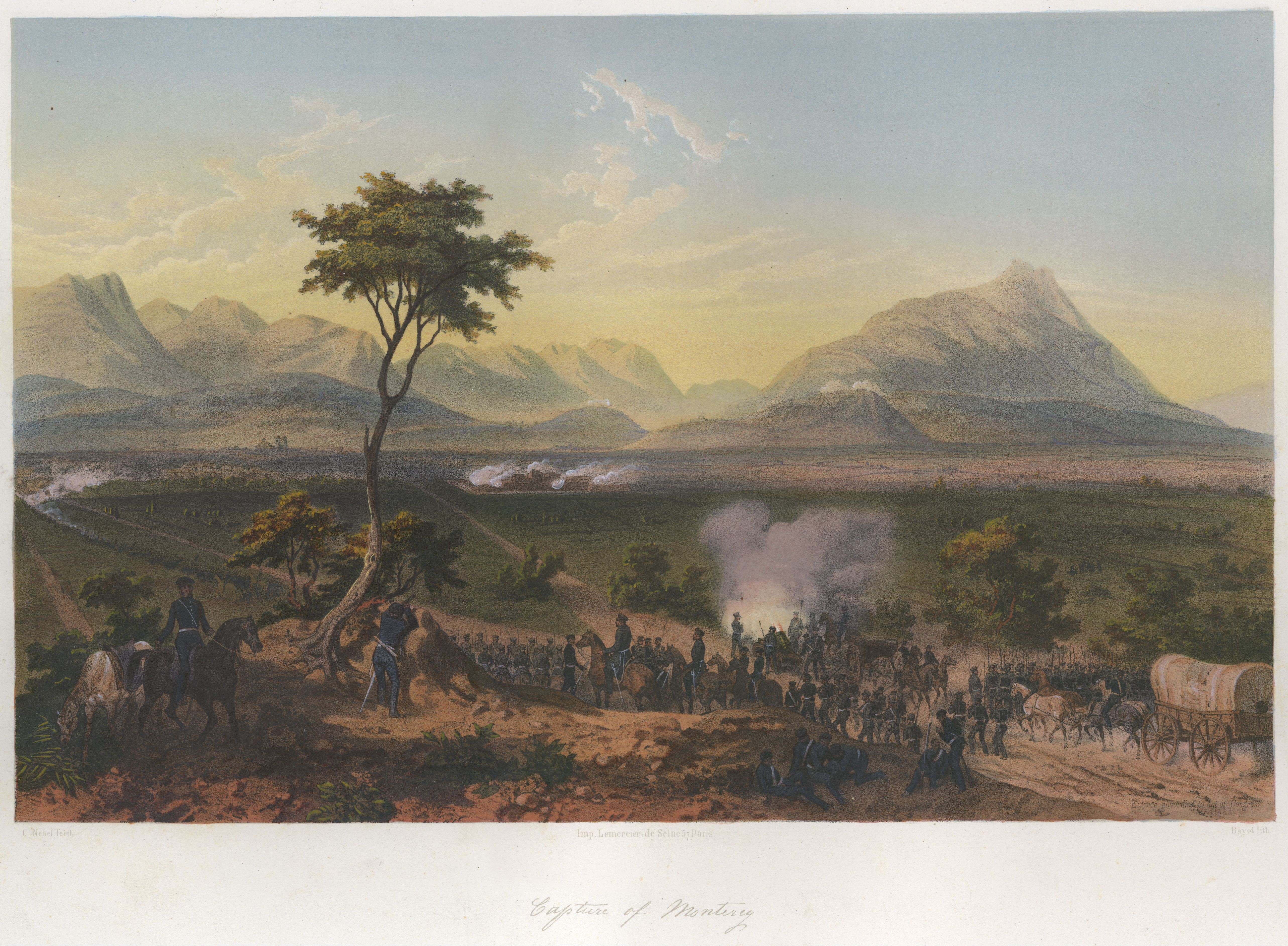
La Captura de Monterrey.
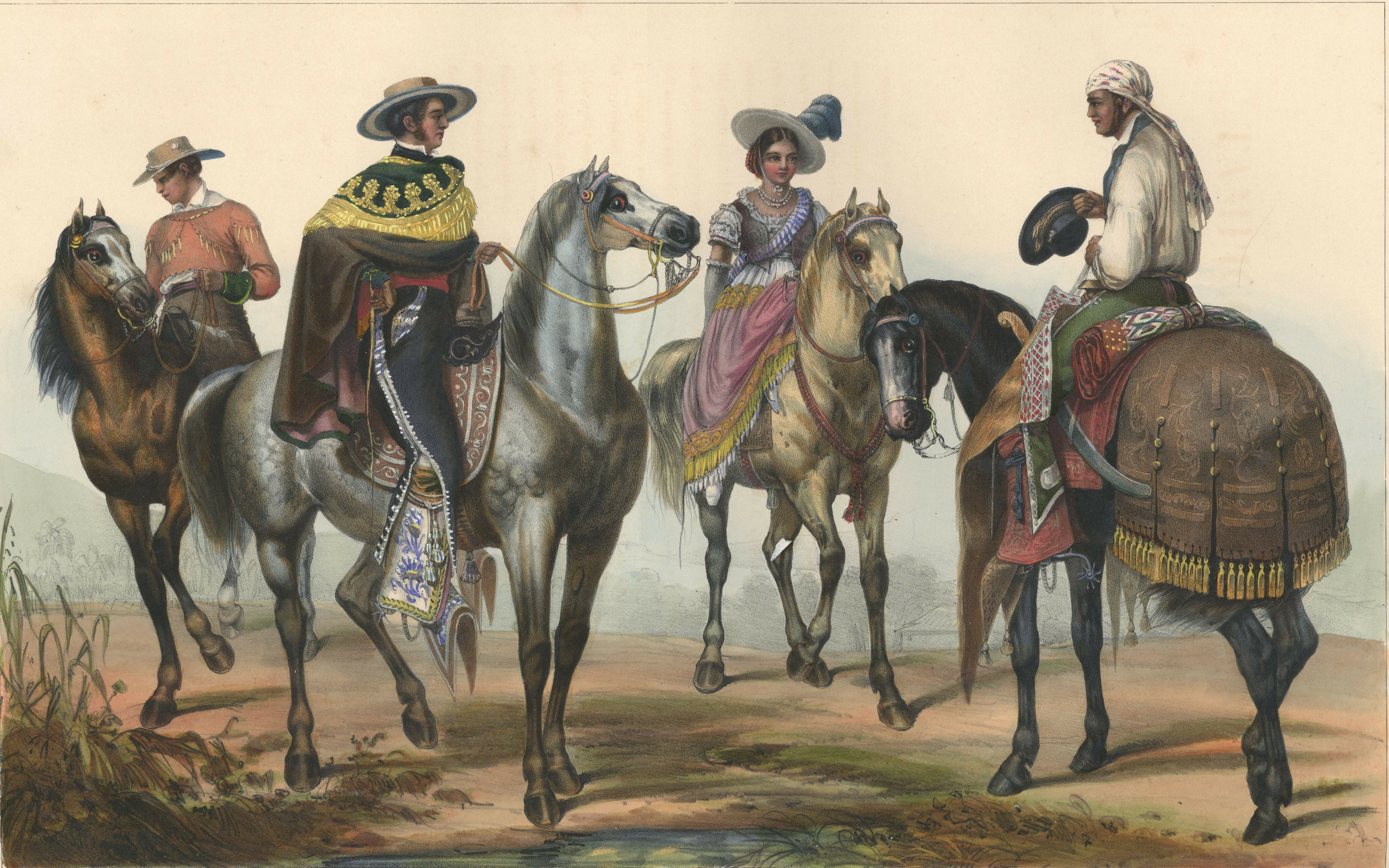
El propietari de la hacienda i el seu majordom (litografía de Lemercier i Lassalle).